# Bob na Zimskih olimpijskih igrah 2014
Bob na Zimskih olimpijskih igrah 2014.

## Dobitniki medalj

### Po disciplinah
| Disciplina     | Zlato                                                                                  | Srebro                                                                           | Bron                                                                         |
| moški dvosed   | Rusija · Aleksander Zubkov · Aleksej Vojevoda                                          | Švica · Beat Hefti · Alex Baumann                                                | ZDA · Steven Holcomb · Steven Langton                                        |
| moški štirised | Rusija · Aleksander Zubkov · Dimitrij Trunenkov · Aleksej Negodajlo · Aleksej Vojevoda | Latvija · Oskars Melbārdis · Arvis Vilkaste · Daumants Dreiškens · Jānis Strenga | ZDA · Steven Holcomb · Steven Langton · Curtis Tomasevicz · Christopher Fogt |
| ženski dvosed  | Kanada · Kaillie Humphries · Heather Moyse                                             | ZDA · Elana Meyers · Lauryn Williams                                             | ZDA · Jamie Greubel · Aja Evans                                              |

### Po državah
| Poz | Država  | Zlato | Srebro | Bron | Skupaj |
| 1   | Rusija  | 2     | 0      | 0    | 2      |
| 2   | Kanada  | 1     | 0      | 0    | 1      |
| 3   | ZDA     | 0     | 1      | 3    | 4      |
| 4   | Latvija | 0     | 1      | 0    | 1      |
| 4   | Švica   | 0     | 1      | 0    | 1      |
|     | Skupaj  | 3     | 3      | 3    | 9      |